# 阜川镇
阜川镇，是中华人民共和国陕西省汉中市勉县下辖的一个乡镇级行政单位。

## 行政区划
阜川镇下辖以下地区：
唐家湾村、陈家湾村、王坎村、李家湾村、况营村、四坪村、骆驼项村、高桥沟村、桃园村、蒲家院村、小河庙村、墩青坪村、晏家河坝村、阴坝村、大河坝村、黄草梁村和蒲家坝村。